# Mauregato asztúriai király
A „Bitorlónak” nevezett Mauregato (Asztúriai Királyság, 8. század – Pravia, 788) asztúriai király 783-tól 788-ig uralkodott. A Kantábriai-házból származó, I. (Katolikus) Alfonz (693 – 757) királynak a házasságon kívüli, feltehetően mór rabszolganőtől született fia volt. Az elődje, Silo (? – 783) halála után, aki a sógora volt, erővel magához ragadta a hatalmat. A trónt ugyanis I. (Kegyetlen) Fruela (? – 768) király fiának, Alfonznak (759 – 842), a későbbi II. (Tiszta, Szemérmes) Alfonznak a híveivel való összecsapások árán tartotta meg. A királyságot a Córdobai Emirátustól tette függővé, így biztosította a békét. Uralmát zsarnokságnak szokták jellemezni. Egyetlen fiáról (Hermenegildo), valamint feleségéről (Creusa) nincs közelebbi adatunk.